# 보얀 사란
보얀 사란(세르비아어: Бојан Шаранов, Bojan Šaranov, 1987년 10월 22일, 브르샤츠 ~ )는 세르비아의 축구 선수이다.